# Метеор (пароход, 1825)
«Метеор» — колёсный пароход Черноморского флота России. Первый боевой пароход российского Военно-Морского Флота и первое вооружённое паровое судно на Чёрном море.

## Описание парохода

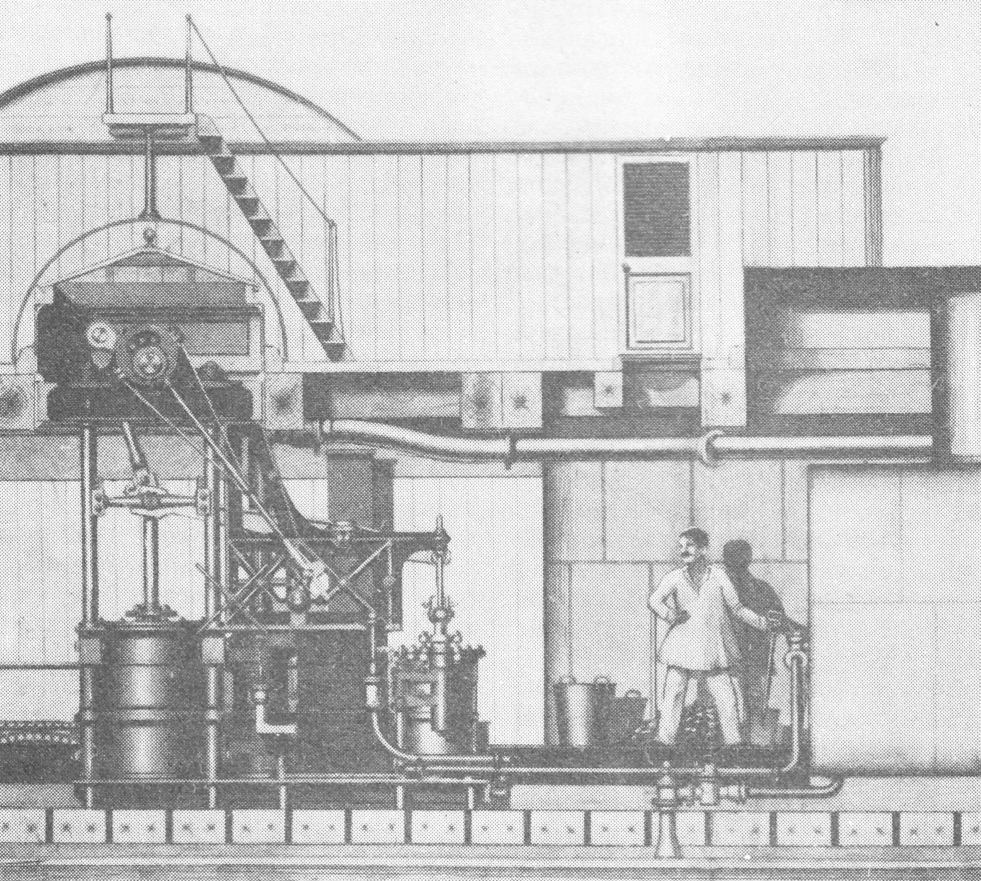
Машинно-котельное отделение парохода «Метеор», продольный разрез.

Длина парохода составляла 36,6 метра, ширина — 6,1 метра, осадка — 2,21 метра. На пароходе были установлены две паровых машины завода Берда обшей мощностью 60 номинальные л. с.. Вооружение состояло из 14 пушек.

## История
Пароход был заложен в Николаевском адмиралтействе 17 (29) марта 1823 года. Строительство вёл корабельный инженер И. С. Разумов. Ещё на стапелях, летом 1823 года, командиром «Метеора» был назначен «14-го класса штурманский помощник» Г. М. Михновский (1793—1865), выпускник николаевского Черноморского штурманского училища. Спущен на воду 15 (27) июня 1825 года, а в 1826 году вошёл в состав Черноморского флота, став первым боевым пароходом Российской империи и первым вооружённым паровым кораблём на Чёрном море.
Принимал участие в русско-турецкой войне. На время боевых действий поручика Г.М.Михновского, оставшегося на «Метеоре» штурманом, сменил в должности командира корабля профессиональный военный моряк — лейтенант Александр Павлович Скрягин (около 1798—1848). 6 (18) мая 1828 года «Метеор» в составе эскадры под командованием вице-адмирала А. С. Грейга высаживал десант под Анапой:
Особенно помог русскому десанту пароход «Метеор», который, имея небольшую осадку и свободу передвижения, переходил с одного места на другое и пушками выбивал черкесов из их укрытий.
Затем пароход принимал участие в блокаде Варны, «взятии городков Василько и Агатополя».
24 июля 1828 года совместно с бригом «Меркурий» сопровождал из Варны в Одессу фрегат «Флора» с императором Николаем I на борту.
Пароход «Метеор» был разобран в 1839 году.